# ESL One: Cologne 2016
Electronic Sports League One: Cologne 2016, zkracováno na ESL One: Cologne 2016, byl turnaj ve hře Counter-Strike: Global Offensive. Jednalo se o turnaj nejvyšší kategorie "Premier". Týmy si za umístění rozdělily částku 1,000,000 USD. Jednalo se o devátý turnaj sponzorovaný Valve – Major. Turnaj se konal od 8. července do 10. července v Lanxess aréně.
Vítězem se stal tým SK Gaming, který ve finále porazil Team Liquid v poměru 2:0 na mapy.

## Týmy

### Legends
- SK Gaming
- Natus Vincere
- Astralis
- Team Liquid
- Ninjas in Pyjamas
- Virtus.pro
- Fnatic

- Counter Logic Gaming

### Challengers
- mousesports
- FaZe Clan
- OpTic Gaming
- Flipsid3 Tactics
- Gambit Gaming
- G2 Esports
- Team Dignitas
- Team EnVyUs

## Základní skupiny
Týmy byly rozděleny do čtyřech skupin.

## Skupina A
| Pos | Team                 | W | L | RF | RA | RD  | Pts |
| --- | -------------------- | - | - | -- | -- | --- | --- |
| 1   | Gambit Gaming        | 2 | 0 | 32 | 19 | +13 | 2   |
| 2   | Astralis             | 2 | 1 | 70 | 71 | -1  | 2   |
| 3   | Team Dignitas        | 1 | 2 | 71 | 65 | +8  | 1   |
| 4   | Counter Logic Gaming | 0 | 2 | 14 | 32 | -18 | 0   |

| Zápasy skupina A     | Zápasy skupina A | Zápasy skupina A | Zápasy skupina A |
| -------------------- | ---------------- | ---------------- | ---------------- |
| Astralis             | 1                | 0                | Team Dignitas    |
| Counter Logic Gaming | 0                | 1                | Gambit Gaming    |
| Astralis             | 0                | 1                | Gambit Gaming    |
| Counter Logic Gaming | 0                | 1                | Team Dignitas    |
| Astralis             | 2                | 1                | Team Dignitas    |

| Výsledky skupina A   | Výsledky skupina A | Výsledky skupina A | Výsledky skupina A | Výsledky skupina A |     |
| Team                 | Score              | Map                | Score              | Team               | VOD |
| -------------------- | ------------------ | ------------------ | ------------------ | ------------------ | --- |
| Astralis             | 16                 | Overpass           | 12                 | Team Dignitas      | VOD |
| Counter Logic Gaming | 13                 | Dust II            | 16                 | Gambit Gaming      | VOD |
| Astralis             | 6                  | Dust II            | 16                 | Gambit Gaming      | VOD |
| Counter Logic Gaming | 1                  | Cobblestone        | 16                 | Team Dignitas      | VOD |
| Astralis             | 16                 | Cobblestone        | 19                 | Team Dignitas      | VOD |
| Astralis             | 16                 | Mirage             | 10                 | Team Dignitas      | VOD |
| Astralis             | 16                 | Cache              | 14                 | Team Dignitas      | VOD |

## Skupina B
| Pos | Team              | W | L | RF | RA | RD  | Pts |
| --- | ----------------- | - | - | -- | -- | --- | --- |
| 1   | Natus Vincere     | 2 | 0 | 32 | 19 | +13 | 2   |
| 2   | Flipsid3 Tactics  | 2 | 1 | 69 | 58 | +11 | 2   |
| 3   | Ninjas in Pyjamas | 1 | 2 | 57 | 66 | -9  | 1   |
| 4   | OpTic Gaming      | 0 | 2 | 17 | 32 | -15 | 0   |

| Zápasy skupina B  | Zápasy skupina B | Zápasy skupina B | Zápasy skupina B  |
| ----------------- | ---------------- | ---------------- | ----------------- |
| Natus Vincere     | 1                | 0                | Flipsid3 Tactics  |
| Ninjas in Pyjamas | 1                | 0                | OpTic Gaming      |
| Natus Vincere     | 1                | 0                | Ninjas in Pyjamas |
| OpTic Gaming      | 0                | 1                | Flipsid3 Tactics  |
| Ninjas in Pyjamas | 1                | 2                | Flipsid3 Tactics  |

| Výsledky skupina B | Výsledky skupina B | Výsledky skupina B | Výsledky skupina B | Výsledky skupina B |     |
| Team               | Score              | Map                | Score              | Team               | VOD |
| ------------------ | ------------------ | ------------------ | ------------------ | ------------------ | --- |
| Natus Vincere      | 16                 | Train              | 7                  | Flipsid3 Tactics   | VOD |
| Ninjas in Pyjamas  | 16                 | Dust II            | 4                  | OpTic Gaming       | VOD |
| Natus Vincere      | 16                 | Cobblestone        | 12                 | Ninjas in Pyjamas  | VOD |
| OpTic Gaming       | 13                 | Train              | 16                 | Flipsid3 Tactics   | VOD |
| Ninjas in Pyjamas  | 16                 | Overpass           | 14                 | Flipsid3 Tactics   | VOD |
| Ninjas in Pyjamas  | 2                  | Cache              | 16                 | Flipsid3 Tactics   | VOD |
| Ninjas in Pyjamas  | 11                 | Mirage             | 16                 | Flipsid3 Tactics   | VOD |

## Skupina C
| Pos | Team        | W | L | RF | RA | RD  | Pts |
| --- | ----------- | - | - | -- | -- | --- | --- |
| 1   | Virtus.pro  | 2 | 0 | 32 | 22 | +10 | 2   |
| 2   | Team Liquid | 2 | 1 | 60 | 40 | +20 | 2   |
| 3   | mousesports | 1 | 2 | 43 | 60 | -17 | 1   |
| 4   | Team EnVyUs | 0 | 2 | 19 | 32 | -13 | 0   |

| Zápasy skupina C | Zápasy skupina C | Zápasy skupina C | Zápasy skupina C |
| ---------------- | ---------------- | ---------------- | ---------------- |
| Team Liquid      | 1                | 0                | Team EnVyUs      |
| Virtus.pro       | 1                | 0                | mousesports      |
| Team Liquid      | 0                | 1                | Virtus.pro       |
| mousesports      | 1                | 0                | Team EnVyUs      |
| Team Liquid      | 2                | 0                | mousesports      |

| Výsledky skupina C |       |             |       |             |     |
| Team               | Score | Map         | Score | Team        | VOD |
| Team Liquid        | 16    | Train       | 7     | Team EnVyUs | VOD |
| Virtus.pro         | 16    | Train       | 10    | mousesports | VOD |
| Team Liquid        | 12    | Cobblestone | 16    | Virtus.pro  | VOD |
| mousesports        | 16    | Train       | 12    | Team EnVyUs | VOD |
| Team Liquid        | 16    | Cobblestone | 11    | mousesports | VOD |
| Team Liquid        | 16    | Mirage      | 6     | mousesports | VOD |
| Team Liquid        | --    | Dust II     | --    | mousesports |     |

## Skupina D
| Pos | Team       | W | L | RF | RA | RD  | Pts |
| --- | ---------- | - | - | -- | -- | --- | --- |
| 1   | SK Gaming  | 2 | 0 | 32 | 17 | +15 | 2   |
| 2   | Fnatic     | 2 | 1 | 62 | 45 | +17 | 2   |
| 3   | FaZe Clan  | 1 | 2 | 38 | 62 | -24 | 1   |
| 4   | G2 Esports | 0 | 2 | 24 | 32 | -8  | 0   |

| Zápasy skupina D | Zápasy skupina D | Zápasy skupina D | Zápasy skupina D |
| ---------------- | ---------------- | ---------------- | ---------------- |
| SK Gaming        | 16               | 11               | G2 Esports       |
| Fnatic           | 14               | 16               | FaZe Clan        |
| SK Gaming        | 16               | 6                | FaZe Clan        |
| Fnatic           | 16               | 13               | G2 Esports       |
| FaZe Clan        | 0                | 2                | Fnatic           |

| Výsledky skupina D | Výsledky skupina D | Výsledky skupina D | Výsledky skupina D | Výsledky skupina D |     |
| Team               | Score              | Map                | Score              | Team               |     |
| ------------------ | ------------------ | ------------------ | ------------------ | ------------------ | --- |
| SK Gaming          | 16                 | Cobblestone        | 11                 | G2 Esports         | VOD |
| Fnatic             | 14                 | Dust II            | 16                 | FaZe Clan          | VOD |
| SK Gaming          | 16                 | Cobblestone        | 6                  | FaZe Clan          | VOD |
| Fnatic             | 16                 | Train              | 13                 | G2 Esports         | VOD |
| FaZe Clan          | 9                  | Cache              | 16                 | Fnatic             | VOD |
| FaZe Clan          | 7                  | Mirage             | 16                 | Fnatic             | VOD |
| FaZe Clan          | --                 | Dust II            | --                 | Fnatic             |     |

## Playoff

### Bracket
|  | Čtvrtfinále      | Čtvrtfinále |             |   | Semifinále | Semifinále |  |  | Finále | Finále |
|  | 0                |             |             |   |            |            |  |  |        |        |
|  |                  |             |             |   |            |            |  |  |        |        |
|  | Virtus.Pro       | 2           |             |   |            |            |  |  |        |        |
|  | Virtus.Pro       | 2           |             |   |            |            |  |  |        |        |
|  | Astralis         | 0           |             |   |            |            |  |  |        |        |
|  | Astralis         | 0           | Virtus.Pro  | 1 |            |            |  |  |        |        |
|  |                  |             | Virtus.Pro  | 1 |            |            |  |  |        |        |
|  |                  | SK Gaming   | 2           |   |            |            |  |  |        |        |
|  | SK Gaming        | SK Gaming   | 2           | 2 |            |            |  |  |        |        |
|  | SK Gaming        |             |             | 2 |            |            |  |  |        |        |
|  | FlipSid3 Tactics | 0           |             |   |            |            |  |  |        |        |
|  | FlipSid3 Tactics | 0           | SK Gaming   | 2 |            |            |  |  |        |        |
|  |                  |             | SK Gaming   | 2 |            |            |  |  |        |        |
|  |                  | Team Liquid | 0           |   |            |            |  |  |        |        |
|  | Natus Vincere    | Team Liquid | 0           | 1 |            |            |  |  |        |        |
|  | Natus Vincere    |             |             | 1 |            |            |  |  |        |        |
|  | Team Liquid      | 2           |             |   |            |            |  |  |        |        |
|  | Team Liquid      | 2           | Team Liquid | 2 |            |            |  |  |        |        |
|  |                  |             | Team Liquid | 2 |            |            |  |  |        |        |
|  |                  | Fnatic      | 0           |   |            |            |  |  |        |        |
|  | Gambit Gaming    | Fnatic      | 0           | 0 |            |            |  |  |        |        |
|  | Gambit Gaming    |             |             | 0 |            |            |  |  |        |        |
|  | Fnatic           | 2           |             |   |            |            |  |  |        |        |
|  | Fnatic           | 2           |             |   |            |            |  |  |        |        |

## Pořadí
| Place       | Prize Money | Team                 | Seed                          | Roster                                          | Coach      |
| ----------- | ----------- | -------------------- | ----------------------------- | ----------------------------------------------- | ---------- |
| 1st         | $500,000    | SK Gaming            | ELEAGUE Major 2017            | FalleN, coldzera, fnx, TACO, fer                | zews       |
| 2nd         | $150,000    | Team Liquid          | ELEAGUE Major 2017            | Hiko, EliGE, jdm64, nitr0, s1mple               | peacemaker |
| 3rd – 4th   | $70,000     | Virtus.pro           | ELEAGUE Major 2017            | TaZ, NEO, pashaBiceps, Snax, byali              | kuben      |
| 3rd – 4th   | $70,000     | fnatic               | ELEAGUE Major 2017            | flusha, olofmeister, JW, dennis, KRiMZ          | vuggo      |
| 5th – 8th   | $35,000     | Astralis             | ELEAGUE Major 2017            | karrigan, dev1ce, dupreeh, Xyp9x, gla1ve, zonic | zonic      |
| 5th – 8th   | $35,000     | Flipsid3 Tactics     | ELEAGUE Major 2017            | Blad3, markeloff, Shara, WorldEdit, waylander   | kane       |
| 5th – 8th   | $35,000     | Natus Vincere        | ELEAGUE Major 2017            | Zeus, Edward, flamie, seized, GuardiaN          | starix     |
| 5th – 8th   | $35,000     | Gambit Gaming        | ELEAGUE Major 2017            | hooch, Dosia, spaze, mou, AdreN                 | beAst      |
| 9th – 12th  | $8,750      | Team Dignitas        | ELEAGUE Major 2017 Qualifiers | cajunb, MSL, k0nfig, tenzki, RUBINO             | ruggah     |
| 9th – 12th  | $8,750      | Ninjas in Pyjamas    | ELEAGUE Major 2017 Qualifiers | GeT RiGhT, f0rest, Xizt, friberg, pyth          | THREAT     |
| 9th – 12th  | $8,750      | mousesports          | ELEAGUE Major 2017 Qualifiers | nex, denis, Spiidi, chrisJ, NiKo                | kassad     |
| 9th – 12th  | $8,750      | FaZe Clan            | ELEAGUE Major 2017 Qualifiers | fox, rain, jkaem, aizy, kioShiMa                | RobbaN     |
| 13th – 16th | $8,750      | Counter Logic Gaming | ELEAGUE Major 2017 Qualifiers | reltuC, hazed, tarik, koosta, pita              | pita       |
| 13th – 16th | $8,750      | OpTic Gaming         | ELEAGUE Major 2017 Qualifiers | daps, NAF, stanislaw, RUSH, mixwell             |            |
| 13th – 16th | $8,750      | Team EnVyUs          | ELEAGUE Major 2017 Qualifiers | NBK-, Happy, kennyS, apEX, DEVIL                | Next       |
| 13th – 16th | $8,750      | G2 Esports           | ELEAGUE Major 2017 Qualifiers | shox, RPK, bodyy, SmithZz, ScreaM               | NiaK       |